# Aljechingambiet
Het Aljechingambiet is bij het schaken de naam voor een vijftal gambieten in schaakopeningen die geanalyseerd zijn door Aleksandr Aljechin.

## In de Franse opening
Een variant in de schaakopening Frans met beginzetten: 1.e4 e6 2.d4 d5 3.Pc3 Lb4 4.Pge2 (diagram)
Eco-code C15
en ze is ingedeeld bij de halfopen spelen.

## In de Aljechin-opening
Een variant in schaakopening Aljechin met beginzetten:1.e4 Pf6 2.e5 Pd5 3.d4 d6 4.Pf3 Lg4 5.c4 Pb6 6.Le2
Eco-code B05
en ze is ingedeeld bij de halfopen spelen.

## In de Caro Kann opening
Een variant van de schaakopening Caro Kann met beginzetten: 1.e4 c6 2.d4 d5 3.Pc3 dxe4 4.Pxe4 Pf6 5.Ld3
Eco-code B15
en ze is ingedeeld bij de halfopen spelen.

## In het aangenomen damegambiet
Een variant in de schaakopening aangenomen damegambiet met de beginzetten: 1.d4 d5 2.c4 dxc4 3.Pf3 a6 (diagram)
Eco-code D21
en ze is ingedeeld bij de gesloten spelen.

## In de Slavische opening
Een variant in de schaakopening Slavisch met de beginzetten 1.d4 d5 2.c4 c6 3.Pc3 dxc4 4.e4
Eco-code D10
en ze is ingedeeld bij de gesloten spelen.